# Poljsko-osmanski ratovi
Poljsko-osmanski ratovi ili Osmansko-poljski ratovi je naziv za niz vojnih 
sukoba između Poljsko-Litavske Unije i Osmanskog Carstva;
- Jan Olbrachtov moldavski pohod iz 1497. i osmanska odmazda za napad godinu dana kasnije
- Moldovski velmoški ratovi razdoblje stalnih ratova od kraja 16. stoljeća i početka 17. stoljeća, koje završava s novim
- Poljsko-osmanski rat 1620.-1621. ili (Prvi poljsko-osmanski rat)
- Poljsko-osmanski rat 1633.-1634. ili (Drugi poljsko-osmanski rat)
- Poljsko-kozačko-tatarski rat 1666.-1671. dio je znatno većeg Velikog turskog rata
- Poljsko-osmanski rat 1672.-1676. ili (Treći poljsko-osmanski rat)
- Poljsko-osmanski rat 1683.-1699. ili (Četvrti poljsko-osmanski rat)